# 親衛隊上級大将

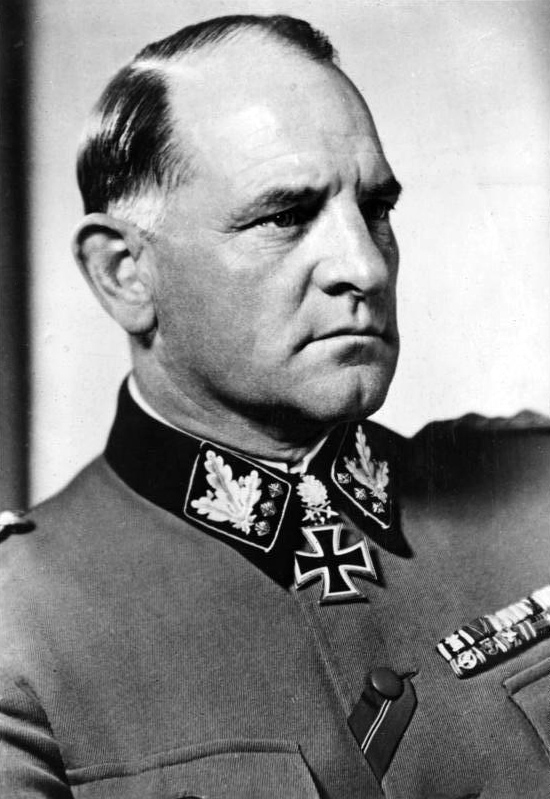
ヨーゼフ・ディートリヒ親衛隊上級大将(1944年)

親衛隊上級大将（しんえいたいじょうきゅうたいしょう）は、国民社会主義ドイツ労働者党（ナチ党）の親衛隊（SS）で使用された階級「SS-Oberst-Gruppenführer」（オーバーストグルッペンフューラー、直訳すると総集団隊長）の日本語の訳語のひとつである。ドイツ国防軍の上級大将に相当する階級であるため「親衛隊上級大将」と訳される。米英では訳さず原文を用いるが、敢えて訳す場合には陸軍の階級呼称を利用して SS Colonel General と訳される。
この階級は親衛隊にのみ存在し、突撃隊（SA）や国家社会主義自動車軍団（NSKK）といった他のナチ党組織には存在しなかった。

## 一般親衛隊
親衛隊上級大将（SS-Oberst-Gruppenführer）は、親衛隊の中でも一般親衛隊（アルゲマイネSS）でのみ使用された上級大将位である。親衛隊大将（SS-Obergruppenführer）の上位階級であり、これより上位はハインリヒ・ヒムラーの親衛隊全国指導者（Reichsführer-SS）しか存在しない。
秩序警察長官クルト・ダリューゲとナチ党の古参党員フランツ・クサーヴァー・シュヴァルツ、第1SS装甲師団長であるヨーゼフ・ディートリヒら3人の名誉を重んじるために、1942年4月に新設された位である。1944年8月には、武装親衛隊の上級大将となったパウル・ハウサーにも併せて授与された。以上4名のみに授与された。

## 武装親衛隊
武装親衛隊では名称が異なる。国防軍と同様に上級大将（Generaloberst）の階級が使用され、武装親衛隊上級大将（Generaloberst der Waffen-SS）という名前の階級だった。米英では原文を用いることが多いが、敢えて訳す場合はWaffen-SS Colonel Generalと訳される。武装親衛隊大将（General der Waffen-SS）の上位に位置する。1944年8月に新設され、ヨーゼフ・ディートリヒとパウル・ハウサーの2名のみがこの階級を保持した。2人とも一般親衛隊の親衛隊上級大将（SS-Oberst-Gruppenführer）の階級も合わせて授与されている。

## 階級章

襟章
肩章
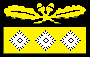
迷彩服の階級章

## 親衛隊上級大将
親衛隊上級大将となったのは以下の4名のみである。
- 1942年4月20日、クルト・ダリューゲ　秩序警察（オルポ）長官。ハイドリヒの死後、ベーメン・メーレン保護領副総督を兼務。
- 1942年4月20日、フランツ・クサーヴァー・シュヴァルツ　ナチ党の古参党員。ナチ党会計責任者を長く務めた人物。
- 1942年4月20日（階級章の着用は1944年8月23日から。）、ヨーゼフ・ディートリヒ　親衛隊兼儀仗兵部隊（ライプシュタンダルテ・アドルフ・ヒトラー、略号：LAH）の指揮官。
- 1944年8月1日、パウル・ハウサー　親衛隊特務部隊（後の武装親衛隊）の育成者。

### 架空の親衛隊上級大将
- ヴィルヘルム・ストラッセ (Wilhelm Strasse) コンピューターゲーム 「Wolfenstein: The New Order」に登場。マッドサイエンティストでもあり、同作のラスボス。

- ジョン・スミス(John Smith)『高い城の男』の登場人物。第二次世界大戦はアメリカ軍へ従軍し、アメリカの敗戦後は親衛隊大将から親衛隊上級大将、そして北アメリカ国家元帥へと昇進している。